# Пауліна Пашек
Пауліна Пашек (27 жовтня 1997 , Бельсько-Бяла ) — німецька, колишня польська спортсменка, веслувальниця-байдарочниця, срібна та бронзова призерка Олімпійських ігор 2024 року.

## Виступи на Олімпіадах
| Олімпіада  | Дисципліна                    | Місце |
| ---------- | ----------------------------- | ----- |
| Париж 2024 | байдарки-двійки, 500 метрів   | 3     |
| Париж 2024 | байдарки-четвірки, 500 метрів | 2     |

## Зовнішні посилання
- Пауліна Пашек на сайті International Canoe Federation (англійська)
- Пауліна Пашек на сайті Olympics.com (англійська)
- Пауліна Пашек на сайті German Olympic Committee (німецька)